# Dro
Dro é uma comuna italiana da região do Trentino-Alto Ádige, província de Trento, com cerca de 3.388 habitantes. Estende-se por uma área de 27 km², tendo uma densidade populacional de 125 hab/km². Faz divisa com Calavino, Lomaso, Lasino, Cavedine, Arco e Drena.